# Parque Bensaúde
O Parque Bensaúde é um parque situado em São Domingos de Benfica, Lisboa.
Possui uma área de 3,5 ha. Encontra-se entre a Rua Francisco Baía e a Estrada da Luz. O parque corresponde a uma antiga quinta, a Quinta de Santo António das Frechas, que data do século XVII e possui na sua colecção botânica o maior sobreiro conhecido em Lisboa.